# GeoGuessr
GeoGuessr é um jogo de geografia para navegadores web no qual os jogadores são deixados em algum lugar do mundo através de imagens capturadas pelo Google Street View e possuem a missão de encontrar pistas para adivinhar sua localização no mapa. O jogo apresenta diversos modos de jogo, que incluem tanto competições singleplayer quanto multiplayer. Desenvolvido pelo consultor de TI sueco Anton Wallén e publicado em 9 Maio de 2013, o jogo manteve uma base de jogadores relativamente pequena até meados de 2020, quando a pandemia de Covid-19 e as redes sociais trouxeram um grande fluxo de novos usuários, o que consolidou uma comunidade ativa e engajada de mais de 70 milhões de jogadores ao redor do mundo.
O jogo é descrito como uma ferramenta educacional para aprender geografia: os jogadores podem conhecer e identificar características geográficas e culturais globais, como sistemas de escrita, arquitetura, sentidos de circulação de tráfego, bandeiras, placas de identificação de veículos e vegetação.

## Jogabilidade

### Modos
O modo "clássico" de GeoGuessr consiste em cinco rodadas, cada uma exibindo uma localização diferente para o jogador adivinhar em um mapa. O jogador então recebe uma pontuação de até 5.000 pontos por rodada dependendo da precisão do seu palpite, com a pontuação máxima sendo de 25.000 pontos para um jogo perfeito. Os jogos podem ser gerados pelo usuário ou aleatoriamente a partir de um conjunto de locais.
Os modos de jogo alternativos incluem:
- Battle Royale, um modo multijogador com apenas um único sobrevivente dentre vários jogadores[4][5]
- Duels, uma competição direta entre dois jogadores[6]
- Streaks, onde os jogadores identificam países, Estados dos EUA ou cidades do mundo até adivinharem incorretamente[7][8]
- Explorer Mode, um modo para um jogador onde medalhas são concedidas pela precisão em países individuais[9]
- Team Duels, uma variação do modo Duels disputados entre duas equipes[10]
- Maprunner, modo de jogo para um jogador com uma interface estilo jogo de tabuleiro[11]
- Singleplayer, onde os jogadores viajam pelo mundo e suas diversas cidades enquanto coletam dicas para ajudá-los a determinar onde estão.

Em 2022, GeoGuessr adquiriu o site de testes de geografia Seterra, e implementou um modo de teste que combina jogabilidade padrão do Street View com curiosidades.

### Interface
O HUD do jogo apresenta principalmente imagens capturadas pelo Google Street View, além de uma bússola. Os usuários podem controlar o movimento, panorâmica e zoom da imagem, ainda que o GeoGuessr permita que qualquer um desses recursos seja desativado para possibilitar uma jogabilidade mais dificultada. Um mapa inserido, usando a sobreposição padrão do Google Maps, permite que os jogadores coloquem um alfinete para dar seu palpite.

### Estratégia
Os usuários podem interpretar sua localização a partir das fotografias lendo a sinalização rodoviária, encontrando a posição relativa do Sol, identificando a flora e os tipos de solo e aprendendo dialetos específicos para diferentes sistemas de escrita. Os jogadores também podem usar os metadados do Street View para determinar sua localização – por exemplo, o veículo do Street View que capturou imagens no Parque Nacional Kruger era único por ser verde e ter barras de tejadilho brancas.

## Distribuição
GeoGuessr requer uma assinatura paga para jogar. Um modo gratuito, que restringia os usuários a 5 minutos de jogo a cada 15 minutos, foi descontinuado em 1º de fevereiro de 2024, embora desafios e quizzes ainda sejam gratuitos para jogar. Os usuários gratuitos ainda podem participar e jogar em servidores privados organizados por um usuário com assinatura.

## Desenvolvimento
O jogo foi projetado pelo consultor de TI sueco Anton Wallén em 2013. Wallén adorava visitar locais distantes no Google Street View e, inicialmente, projetou um programa para gerar um local aleatório no Street View antes de decidir adicionar um elemento competitivo.
O desenvolvimento do jogo levou aproximadamente duas semanas de trabalho, e usa a biblioteca JavaScript Backbone.js e a API do Google Maps para jogos usando o Google Street View. Wallén publicou o jogo completo no Google Chrome Experiments em 10 de maio de 2013.
Além do inglês, o jogo está disponível em outros dez idiomas: holandês, francês, alemão, italiano, português, espanhol, sueco, turco, polonês e japonês. Os aplicativos móveis para GeoGuessr estão disponíveis nas plataformas Android e iOS.

## Recepção
O lançamento do jogo em maio de 2013 foi considerado um sucesso, com o jogo se tornando viral instantaneamente, sendo descrito como "insanamente viciante". O início da pandemia de COVID-19, em meados de 2020, desencadeou um interesse renovado no jogo, o qual teve um segundo pico em março de 2021. Em julho de 2022, GeoGuessr já contava com 40 milhões de contas de jogadores. O interesse no jogo foi propagado em plataformas como Reddit, YouTube, TikTok e Twitch, nas quais alguns brasileiros como Coisa de Nerd, Cellbit, Calango e GeoPasch gravaram ou transmitiram o jogo.
Os usuários do GeoGuessr criticaram algumas das coberturas fotográficas utilizadas no jogo. Locais como Zanzibar usaram imagens de terceiros e mídias não oficiais, as quais foram descritas pelos jogadores como granuladas, borradas e super ou subexpostas. A World Travel in 360, organização que liderou o programa de cobertura de Zanzibar, afirmou que "Seu mapeamento é melhor do que nada".
O jogo também serviu de inspiração para a criação de inúmeras versões feitas por fãs que utilizam ambientes de diversas franquias famosas de jogos, como os mundos de Grand Theft Auto V, Fortnite, World of Warcraft, Genshin Impact, e The Legend of Zelda: Breath of the Wild.

### Pesquisa com IA
Em julho de 2023, pesquisadores da Universidade de Stanford desenvolveram uma ferramenta de machine learning que foi capaz de localizar 40% dos locais do GeoGuessr com uma precisão de 25 quilômetros (16 milhas) ou melhor. Após três tentativas, o modelo conseguiu vencer o youtuber americano Rainbolt, um jogador profissional de GeoGuessr. Em um pré-publicação, os autores observaram que tais modelos poderiam impactar positivamente a pesquisa climática, já que a geolocalização bem-sucedida de uma imagem muitas vezes requer uma classificação climática correta do local: se a inteligência artificial puder detectar que duas fotografias vêm da mesma região, alimentar a ferramenta com as imagens poderiam fornecer dados econômicos sobre como as alterações climáticas afetam as regiões. Contudo, o estudo reconheceu que a rápida detecção de locais externos pode ter implicações em termos de privacidade e segurança.

## Educação
O jogo foi citado como uma ferramenta educacional que auxilia os usuários a "desenvolver habilidades críticas para analisar paisagens geográficas e culturais". Além disso, foi sugerido que o jogo poderia melhorar a educação geográfica dentro da sala de aula, possibilitando que crianças e adolescentes desenvolvam competências socioemocionais relacionadas à dedução, análise visual e proatividade em um contexto de solucionar um problema a partir da tentativa de adivinhar um local baseada nas características do espaço geográfico apresentado pelo jogo.
A prática de utilizar o jogo como uma metodologia ativa em sala de aula serve de base não só para ser uma alternativa ao processo de aprendizagem tradicional, como também para o estreitamento da relação entre aluno e professor, uma vez que a utilização de recursos digitais instigam a curiosidade e, dessa forma, estimula o aprendizado, o que contribui diretamente para um maior engajamento dos estudantes para com o conteúdo relacionado à Geografia.

## Eventos

### Copa do Mundo deGeoGuessrem equipe
Em 2 de outubro de 2022, o GeoGuessr co-patrocinou a "GeoGuessr Team World Cup" da Ligue Intercommu, uma LAN party transmitida na Twitch. A competição foi vencida pela equipe "Speed Plonkers", que contou com os jogadores Blinky (França), Kodiak (Alemanha) e Maccem (Suécia).

### Copa do Mundo deGeoGuessr
De 13 a 14 de outubro de 2023, GeoGuessr inaugurou a "Copa do Mundo de GeoGuessr", o primeiro torneio de esportes eletrônicos presencial para um jogador. Realizado na Space Arena em Estocolmo e transmitido pela web, o torneio contou com 24 participantes representando 21 nações diferentes, com um prêmio total de US$50.000. O torneio foi vencido pelo holandês Consus, derrotando o francês Blinky na final.
A competição de 2024 será realizada no Blue Hall do Conselho Municipal de Estocolmo. De acordo com o site oficial, o torneio está programado para acontecer entre os dias 11 e 14 de setembro de 2024. Serão 24 participantes no evento principal.
| GeoGuessr Copa do Mundo | GeoGuessr Copa do Mundo | GeoGuessr Copa do Mundo                     | GeoGuessr Copa do Mundo | GeoGuessr Copa do Mundo | GeoGuessr Copa do Mundo |
| Ano                     | Sede                    | Local                                       | Campeão                 | Vice-campeão            | 3º–4º colocados         |
| ----------------------- | ----------------------- | ------------------------------------------- | ----------------------- | ----------------------- | ----------------------- |
| 2023                    | Suécia                  | Space Arena – Estocolmo                     | Consus                  | Blinky                  | Fungus Radu             |
| 2024                    | Suécia                  | Conselho Municipal de Estocolmo – Estocolmo | Blinky                  | MK                      | Fau Orlando             |